# ITF Říčany
Das ITF Říčany ist ein Tennisturnier der ITF Women’s World Tennis Tour, das in Říčany ausgetragen wird. Veranstaltungsort des Turniers ist der Club de Campo Villa de Madrid.
Offizielle Namen der Turniere bis heute:
- 2016–2018: Penta Trading Říčany Open
- 2023: Smartwings Open
- 2023: Agel Říčany Open

## Siegerliste

### Einzel
| Jahr | Kategorie | Belag             | Siegerin           | Finalgegnerin             | Ergebnis        |
| ---- | --------- | ----------------- | ------------------ | ------------------------- | --------------- |
| 2016 | $10.000   | Sand              | Katharina Gerlach  | Miriam Kolodziejová       | 7:5, 6:2        |
| 2017 | $15.000   | Sand              | Tereza Procházková | Diana Šumová              | 5:7, 6:4, 6:4   |
| 2018 | $15.000   | Sand              | Vendula Žovincová  | Julyette Steur            | 6:3, 6:72, 7:60 |
| 2023 | W40       | Hartplatz (Halle) | Antonia Ruzic      | Lesley Pattinama Kerkhova | 6:4, 6:1        |
| 2023 | W60       | Sand              | Elvina Kalieva     | Misaki Doi                | 7:62, 6:0       |

### Doppel
| Jahr | Kategorie | Belag             | Siegerinnen                       | Finalgegnerinnen                      | Ergebnis          |
| ---- | --------- | ----------------- | --------------------------------- | ------------------------------------- | ----------------- |
| 2016 | $10.000   | Sand              | Nikola Novotná Nikola Tomanová    | Aneta Kučmová Sonja Krtenová          | 6:1, 6:0          |
| 2017 | $15.000   | Sand              | Jana Jablonovská Natália Vajdová  | Karolína Beránková Veronika Vlkovská  | 6:1, 6:3          |
| 2018 | $15.000   | Sand              | Karolína Kubáňová Nikola Tomanová | Julyette Steur Vendula Žovincová      | 6:72, 6:4, [11:9] |
| 2023 | W40       | Hartplatz (Halle) | Tayisiya Morderger Yana Morderger | Nigina Abduraimova Alena Fomina-Klotz | 6:1, 4:6, [10:6]  |
| 2023 | W60       | Sand              | Karolína Kubáňová Aneta Kučmová   | Veronika Erjavec Dominika Šalková     | 4:6, 6:3, [10:4]  |

## Quelle
- ITF Homepage